# انیزوکا (دهانه)
انیزوکا یک دهانه برخوردی در ماه‌ است.